# Боккон-Паже, Брижитт
Брижитт Боккон-Паже (род. 8 мая 1959, Монако) — политик, член Монегасского национального союза, председатель Национального совета Монако (с 2022 года).

## Биография
В 1979 году Брижитт Боккон-Паже была принята на работу в техническую школу Монте-Карло в качестве преподавателя административных методов.
В 1990 году она была назначена начальником отдела третичной секции технической и гостиничной школы в Монте-Карло.
В 2001 году Брижит Боккон-Паже присоединилась, с момента его создания Стефаном Валери, к политическому формированию Союза княжества (UP), одним из основателей которого она была.
В 2003 году, будучи кандидатом в списке Союза Княжества (UP) со Стефаном Валери во главе списка, она была избрана и назначена председателем Молодёжной комиссии Национального совета. Под её председательством и с согласия президента Стефана Валери и большинства Молодёжная комиссия переименовывается в « комитет по образованию и молодёжи», так что образовательный аспект тоже учитывался и лучше изучался на Ассамблее.
Была переизбрана в февраль 2008 года и назначена председателем комиссии по социальным интересам и другим делам. В 2011 году присоединилась к Департаменту внешних связей правительства Княжества в качестве технического советника.
19 сентября 2017 года Стефан Валери объявляет о создании нового политического движения Монако под названием «Первый! Приоритет Монако», одним из учредителей которого она является.
11 февраля 2018 года Брижитт Боккон-Паже была избрана в Национальный совет. 22 февраля была назначена вице-президентом Национального совета во время публичного заседания по инвестициям. Её полномочия были продлены в апреле 2019 года.
Брижитт Боккон-Пажес была назначена в совет директоров больничного центра принцессы Грейс указом от мая 2020 года. Она уже была одним из его членов по мандатам 2003—2008 и 2008—2013 годов. Была повторно назначена в октябре 2020 года . 11 октября 2020 года была назначена членом Совета директоров Monte-Carlo Société des Bains de Mer Group. Ушла в отставку в сентябре 2022 года.
6 октября 2022 года Бокконе-Паже была единогласно избрана президентом Национального совета после отставки Стефана Валери. Таким образом, она стала первой женщиной в истории парламента, ставшей президентом.

## Награды
- Кавалер ордена Святого Крала (ноябрь 2021)[8]
- Кавалер ордена Почётного легиона (декабрь 2021)[9]
- кавалер ордена Звезды Италии (21 июня 2021)
- Кавалер ордена Академических пальм (9 января 2018).
- Командор Монегасского ассоциативного ордена в 2008 году.
- Названа мировым лидером среди женщин 5 апреля 2018 года.